# Cyril Cavadore
Takao Kobayashi, född 1969, är en fransk amatörastronom.
Minor Planet Center listar honom som C. Cavadore och som upptäckare av fyra asteroider.
Asteroiden 9811 Cavadore är uppkallad efter honom.

## Lista över upptäckta mindre planeter och asteroider
| 121865 Dauvergne                                              | 10 februari 2000 |
| 269243 Charbonnel                                             | 27 augusti 2008  |
| 295473 Cochard                                                | 27 augusti 2008  |
| 378721 Thizy                                                  | 27 augusti 2008  |
| Upptäckt tillsammans med: A François Colas B Jean-Marie Lopez |                  |